# Музей истории Украины во Второй мировой войне
Национальный музей истории Украины во Второй мировой войне. Мемориальный комплекс. (укр. Національний музей історії України у Другій світовій війні. Меморіальний комплекс) (с момента открытия и до июля 2015 года — Национальный музей истории Великой Отечественной войны 1941—1945 годов (укр. Національний музей історії Великої Вітчизняної Війни 1941—1945 років) в Киеве представляет собой мемориальный комплекс, расположенный на склонах правого берега Днепра на окраине Печерска, одного из исторических районов города. Авторы форпроекта — Е. Вучетич, Е. Стамо, авторы воплощения комплекса В. Елизаров (руководитель), В. Бородай, И. Иванов, Г. Кислый, И. Мезенцев, Ф. Согоян, Е. Стамо, П. Фещенко, В. Швецов. Спроектирован Гипроградом совместно с Укрпроектстальконструкцией. Главный подрядчик — Киевгорстрой-4.

## Общая информация
Киевский музей истории Великой Отечественной войны 1941—1945 годов дважды переезжал, пока не был торжественно открыт на нынешнем месте 9 мая (в День Победы) 1981 года Леонидом Ильичом Брежневым, генеральным секретарём КПСС. 21 июня 1996 года музею был присвоен его нынешний статус Национального музея Украины указом президента Л. Д. Кучмы.
Один из наиболее крупных музеев Украины (более 400 тысяч экспонатов) музей более всего ассоциируется с 102-метровым памятником Родине-матери, ставшим одной из наиболее узнаваемых видов Киева. За годы существования музея в нём побывало более 21 миллиона посетителей.

## Мемориальный комплекс
Мемориальный комплекс занимает 11,24 гектаров на холме правого берега Днепра. Он содержит гигантскую чашу Вечного огня, выставку военной техники времён Второй мировой войны, а также и послевоенных лет, аллею Городов героев.

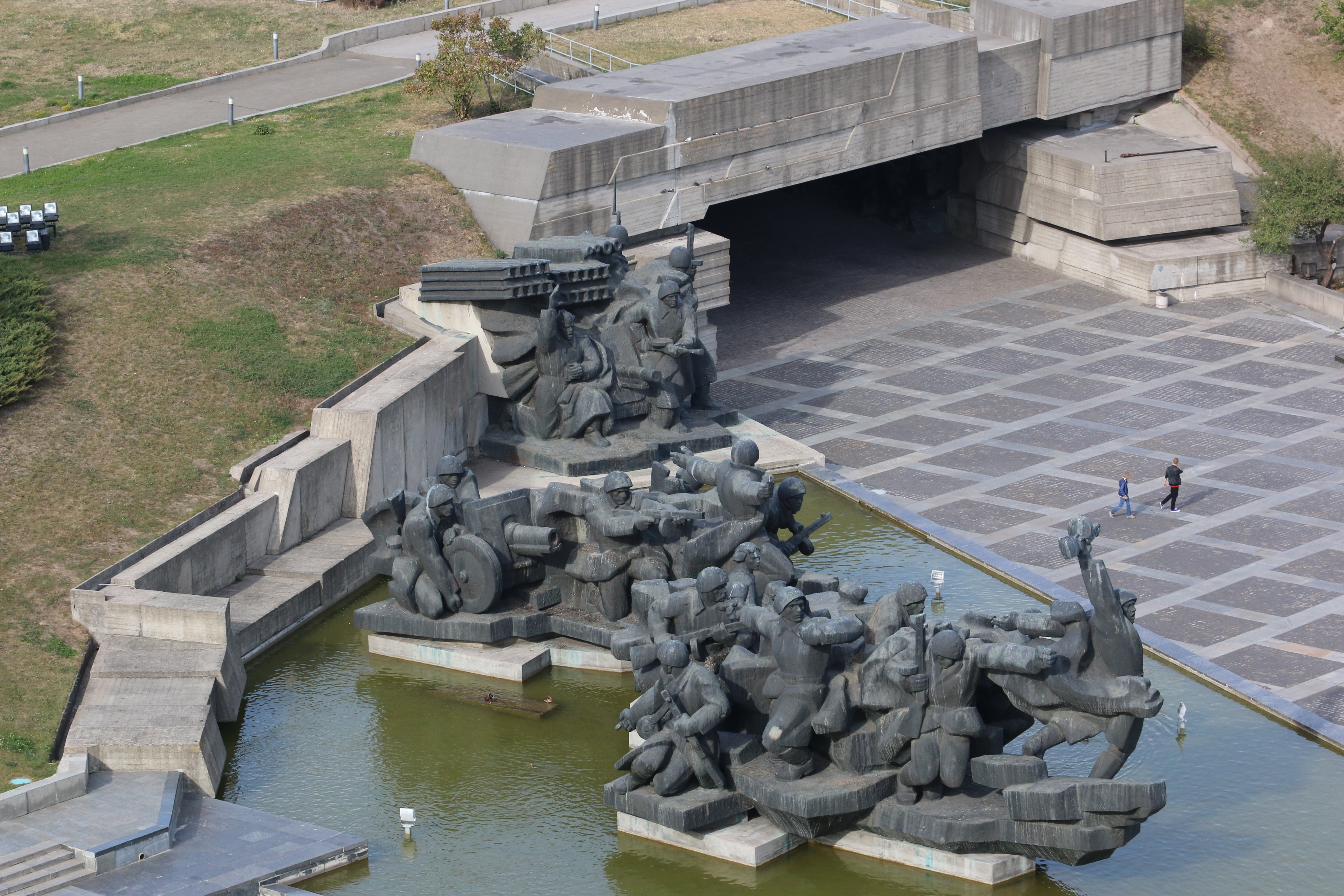
Монумент «Форсирование Днепра»

Вдоль склонов Днепра проходит парадная аллея, которая идет к галерее Главного входа, ведущей к площади и зданию музея. Скульптуры галереи олицетворяют героическую оборону границы СССР от нападения Германии, ужасы немецкой оккупации, партизанскую борьбу, трудовой подвиг тыла, битву за Днепр. Это — скульптурные композиции «Первые пограничные бои», «Непокорённые», «Героические подпольщики», «Героические партизаны» и «Тыл — Фронту». На главной площади мемориала расположена скульптурная группа «Передача оружия» и бронзовая композиция «Героические подвиги советских воинов». В подпорной стене установлены блоки со священной землёй Городов-героев — это аллея Городов героев.

## Родина-мать
Монументальная скульптура Родины матери построена по проекту архитектора Евгения Вучетича. Скульптура находится над зданием музея и вся структура высотой в 102 метра весит 530 тонн. Музей представляет собой пятиэтажное здание, четыре этажа которого находятся в массиве холма, а пятый этаж, где расположен зал Боевой Славы, внешне является пьедесталом скульптуры «Родина-Мать». На стенах вводного зала — названия 1098 воинских подразделений, удостоенных названий освобождённых населённых пунктов Украины и 252 названия партизанских и подпольных подразделений, сражавшихся против фашистов на оккупированной территории Украины. Далее расположен кинолекционный зал и залы с экспозицией, посвящённой героической борьбе советского народа против немецко-фашистских захватчиков. В зале Боевой Славы на облицованных белым мрамором пилонах — фамилии людей, которым за подвиги в Великой Отечественной войне были присуждены звания Героев Советского Союза и Героев Социалистического Труда. В центре зала — орден Победы диаметром 5 метров.

## «Непрочитанные письма 1941-го»
В начале 2010 года в мемориальный комплекс музея были переданы 1186 писем, вывезенных гитлеровцами из Каменец-Подольского. Эта корреспонденция, датированная июнем-июлем 1941 года, хранилась в фондах музеев города Вены (Австрия). Письма не были распечатаны, прочитаны или атрибутированы. После обращения музея в СМИ и кампании на форумах в Интернете часть писем нашла своих адресатов.

## Иллюстрации

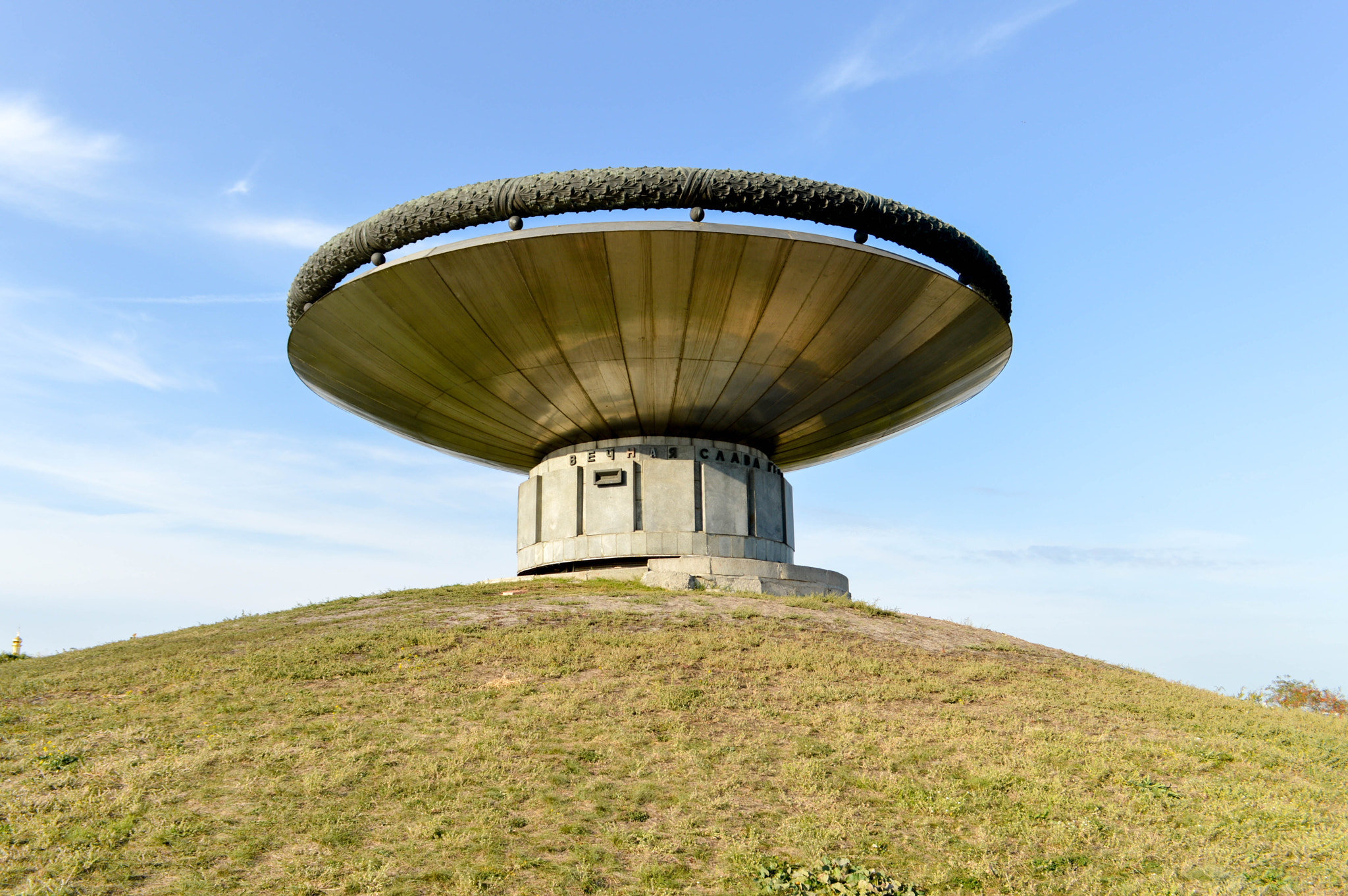
Чаша «Огонь Славы»
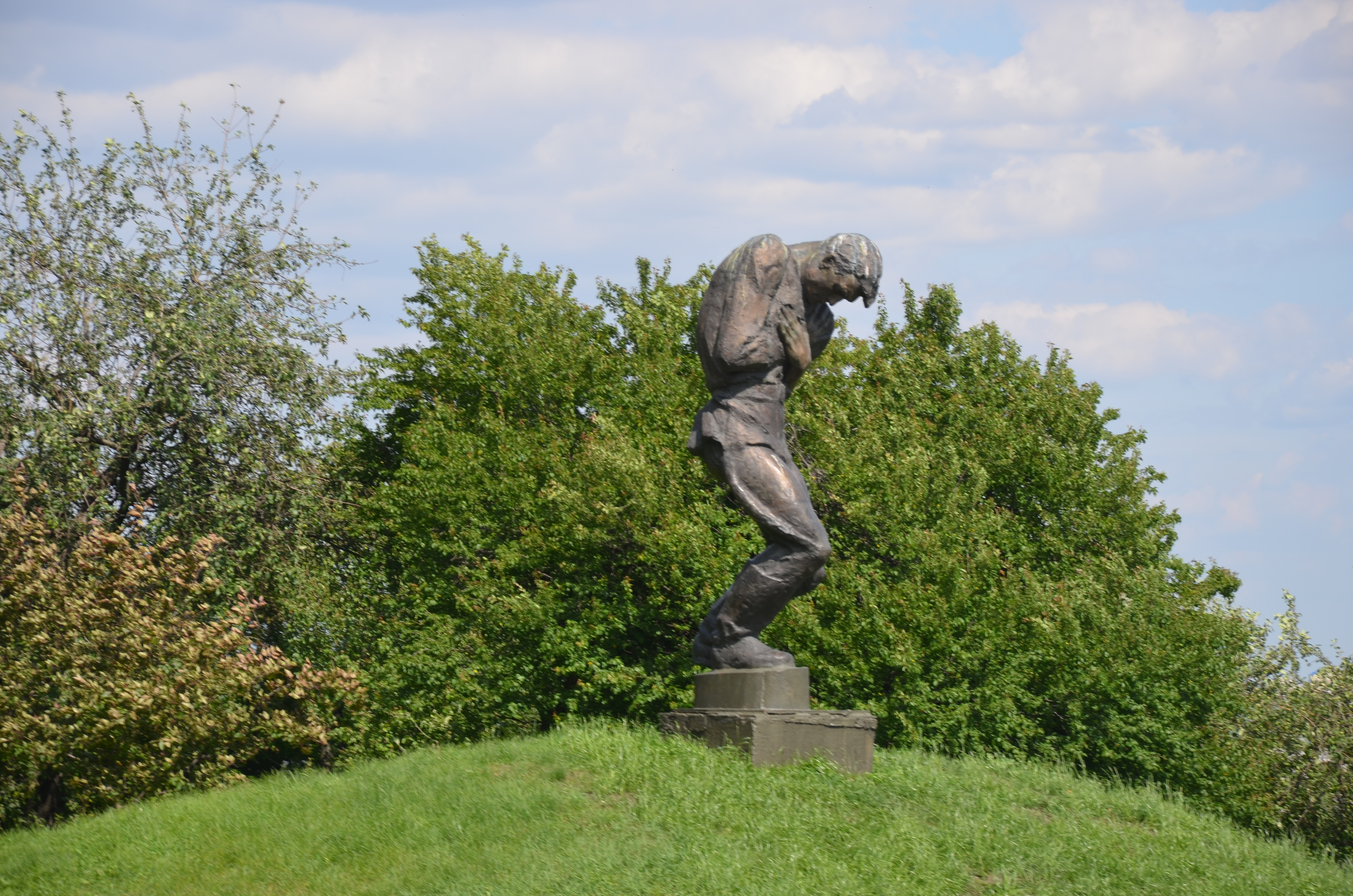
Памятник погибшим воинам
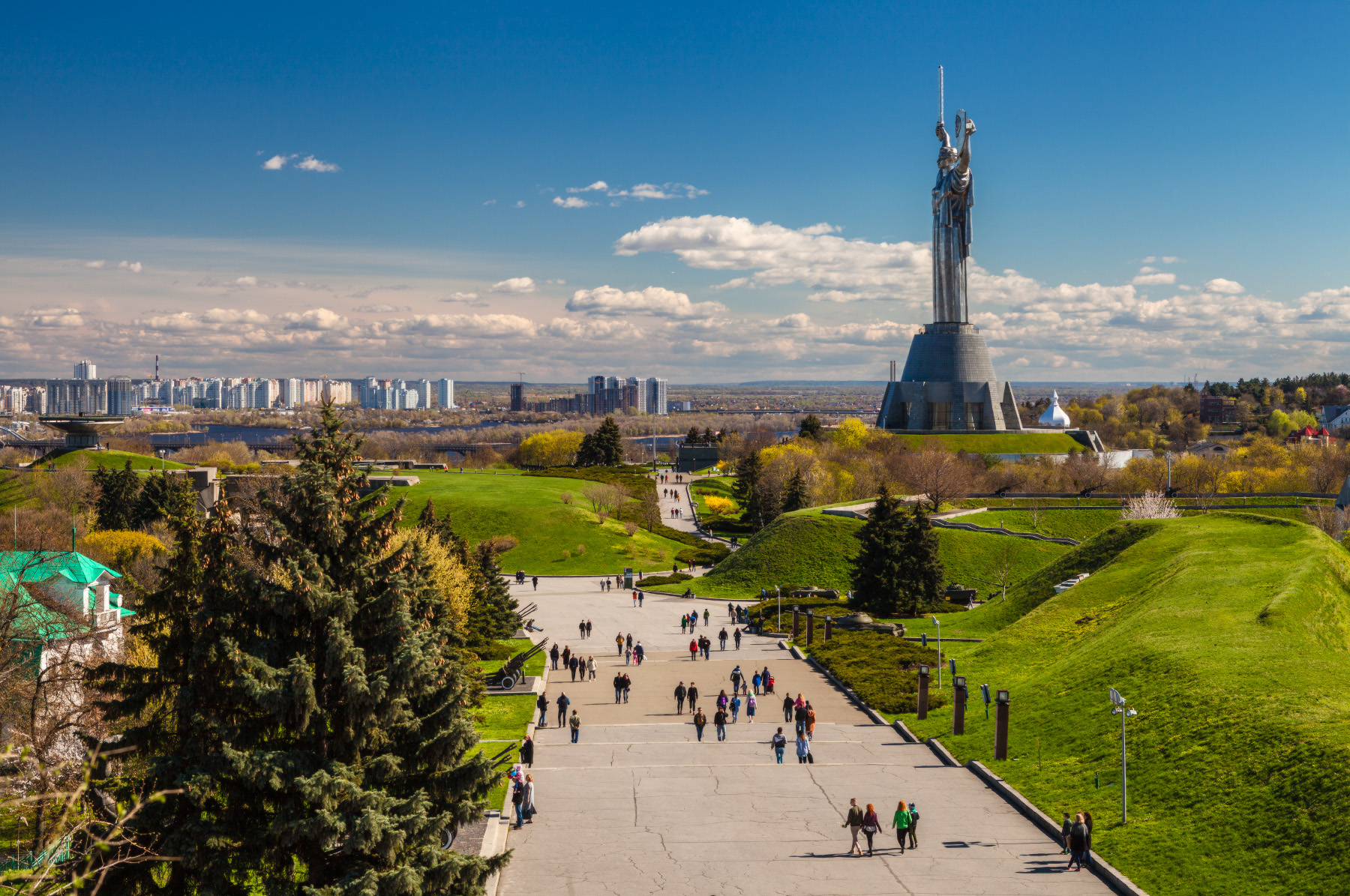
Общий вид комплекса и «Родина мать»
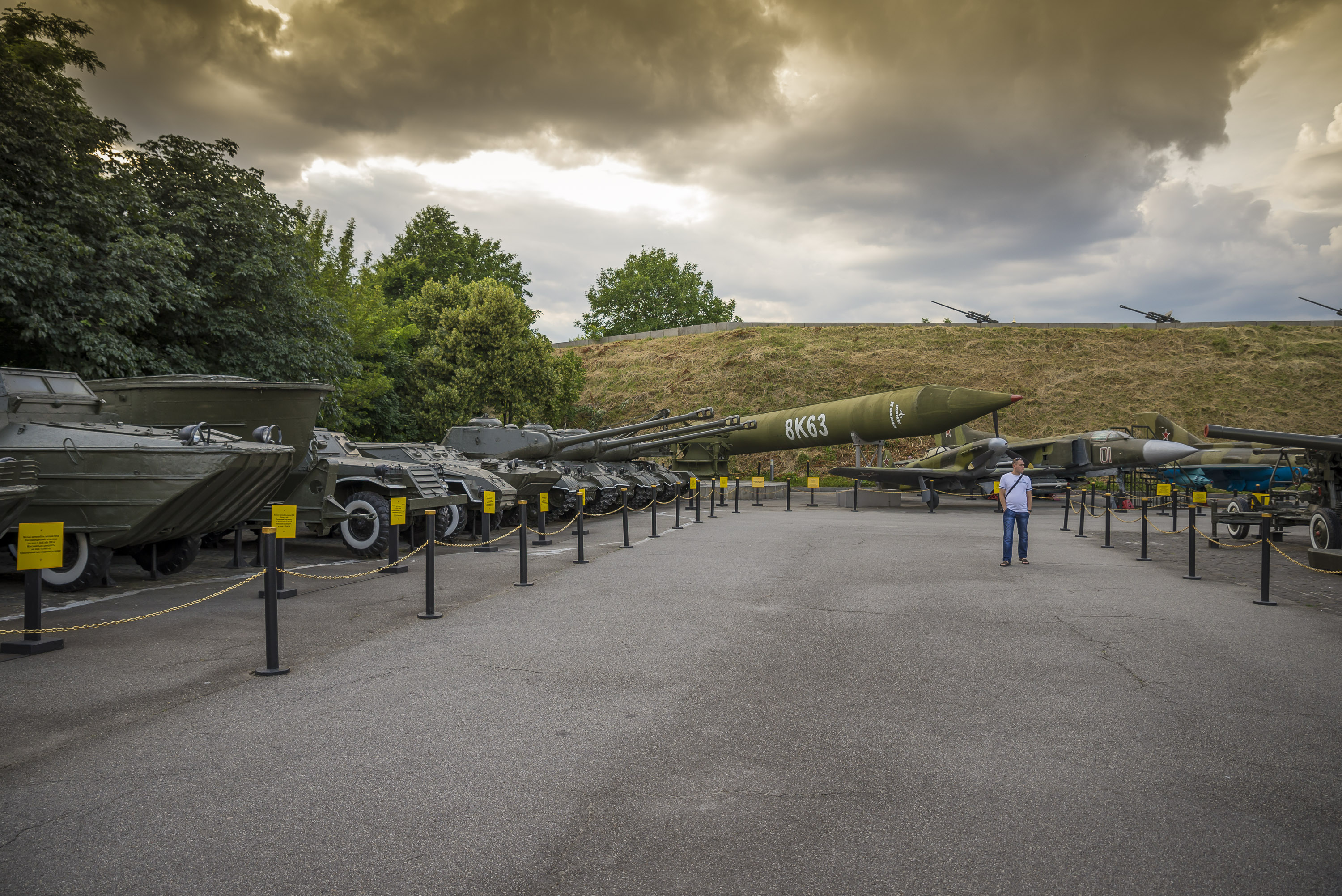
Военная техника
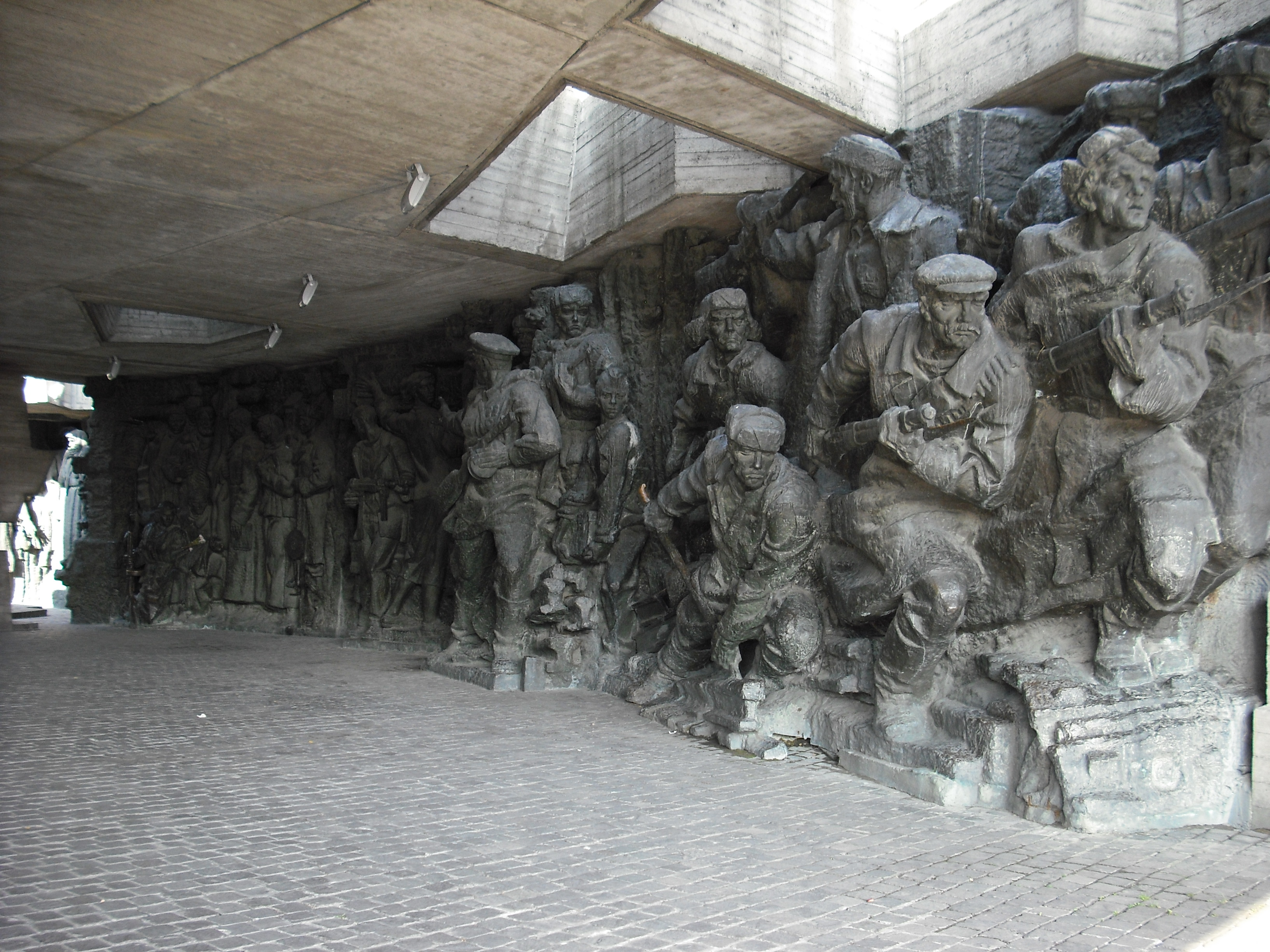
Скульптурная композиция «Героические партизаны»